# Транслокон

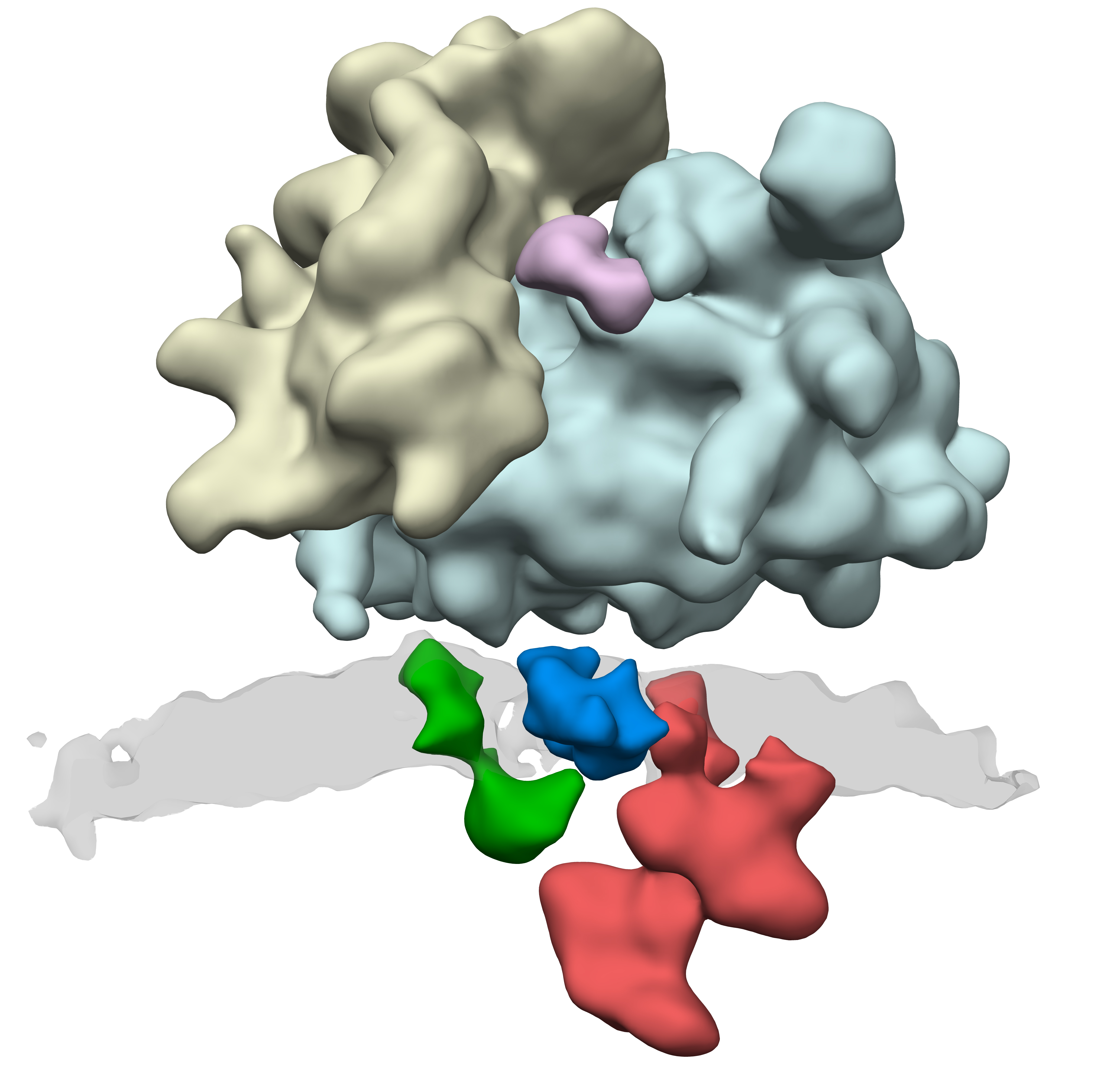
ЭПР-транслокон. Синтез белка осуществляется на рибосоме (светло-жёлтый и светло-голубой). Через канал транслокона (зелёный: Sec61, голубой: TRAP комплекс и красный: олигосахарилтрансферазный комплекс) синтезируемый белок транспортируется через мембрану (серый) во внутреннее пространство ЭПР. Белок Sec61 образует стенки канала, а олигосахарилтрансфераза производит первичное гликозилирование, насаживая молекулы олигосахаридов на транслоцируемый белок.

Транслокон — большой белковый канальный комплекс, обеспечивающий транспорт белков через липидную мембрану. Применительно к эукариотам этот термин используется для обозначения белкового комплекса, который транспортирует синтезируемые полипептиды, обладающие соответствующим сигналом, внутрь эндоплазматического ретикулума (ЭПР) из цитозоля. Аналогичный процесс используется для встраивания незрелых белков в мембрану. У прокариот схожий белковый комплекс транспортирует полипептиды через плазматическую мембрану или встраивает мембранные белки в липидный бислой. Некоторые патогенные бактерии могут создавать транслоконы на мембране хозяина, что позволяет им доставлять свои факторы вирулентности непосредственно в целевые клетки.

## Прокариотический транслокон
Бактериальный транслокон представляет собой тримерный белковый комплекс SecYEG, образованный тремя субъединицами: SecY, SecE и SecG. При помощи рентгеноструктурного анализа удалось выявить структуру гомологичного комплекса у архей. Длительное время велись дискуссии на тему того, может ли этот белок образовывать олигомеры в клетке. Однако, в последнее время учёные склоняются в пользу существования мономерной формы.

## ЭПР-транслокон
Транслокон построен из белков Sec.

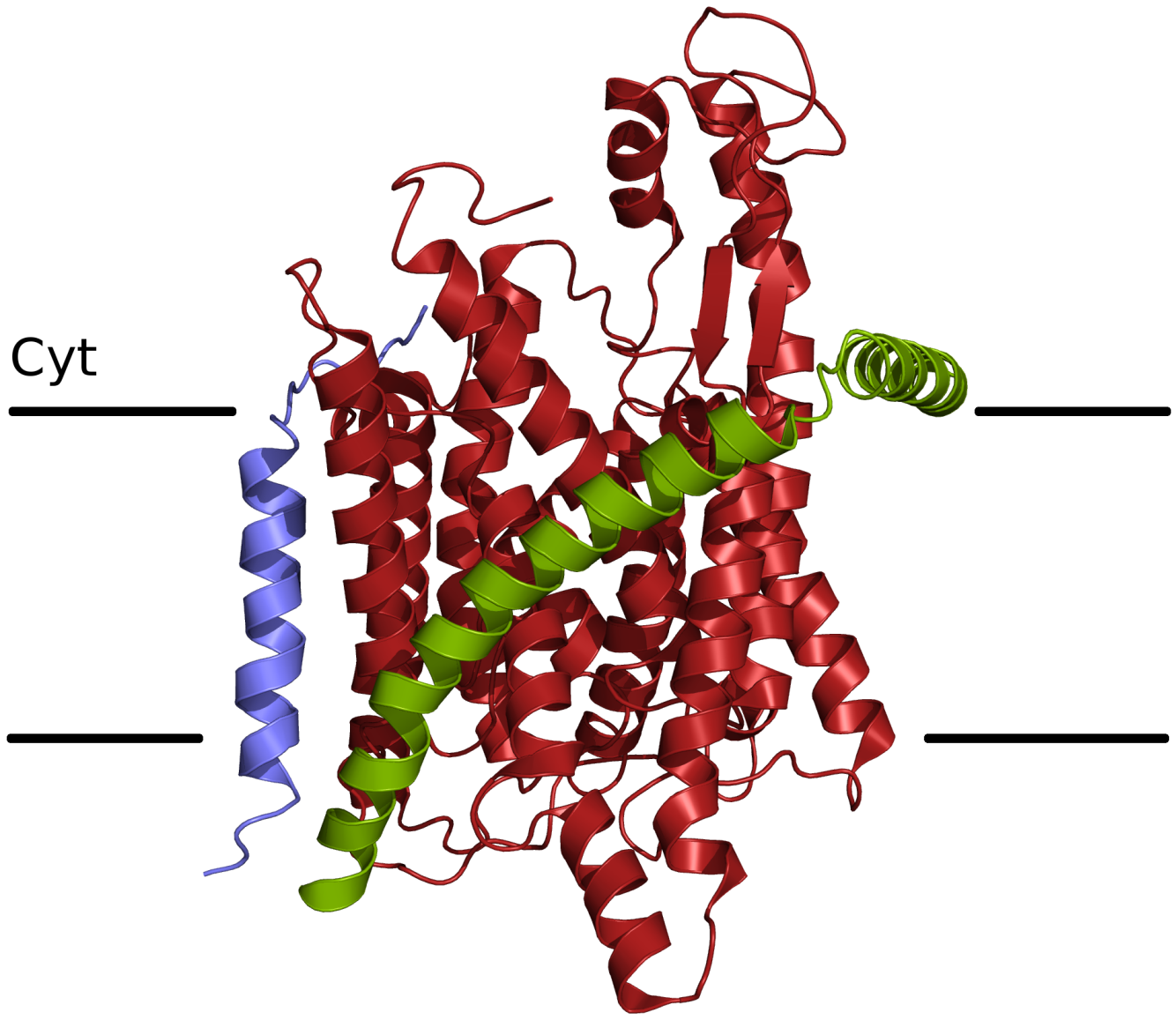
Транслокон из Methanococcus jannaschii. Sec61β (голубой), SecE (зелёный) и SecY (красный)

Комплекс транслокон состоит из нескольких больших белковых комплексов. Центральный элемент — это сам транслоконовый канал, гетеротример белка Sec61. К дополнительным компонентам относятся олигосахарилтрансферазный комплекс, комплекс TRAP и мембранный белок TRAM. Что касается остальных компонентов, таких как пептидаза, отрезающая сигнальную последовательность, и рецептор SRP-частица, то доподлинно неизвестно насколько прочно они связаны с комплексом и насколько такая связь длительна.
Синтезируемый на рибосоме белок узнаётся SRP-частицей, которая состоит из 7S РНК и 6 различных полипептидных цепей. SRP-частица связывается с рибосомой, что приводит к остановке трансляции белка. Затем SRP-частица связывается со своим интегральным рецептором, расположенным на поверхности ЭПР. Узнавание белка осуществляется по специальной N-концевой сигнальной последовательности, богатой гидрофобными остатками.
SRP-частица диссоциирует и трансляция продолжается во внутреннюю полость ЭПС через канал транслокона. Таким образом, синтезируемый белок проходит сквозь мембрану ЭПР во время его синтеза, то есть котрансляционно. Новосинтезированный полипептид проходит через канал в виде линейной пептидной молекулы. После окончания транслокации сигнальный пептид отрезается специальной пептидазой.
Помимо своей основной функции транслокон может встраивать в мембрану ЭПР интегральные белки, соблюдая при этом их правильную ориентацию. Механизм этого процесса не до конца ясен, но известно, что транслокон распознаёт особую стоп-последовательность из гидрофобных остатков, которые становятся трансмембранными доменами белка.

## ЭПР-ретротранслокон
Транслоконы могут перемещать повреждённые белки из внутреннего пространства ЭПР обратно в цитоплазму. Вернувшись в цитозоль, белки деградируют в 26S протеосоме. Этот процесс носит название ЭПР ассоциированная деградация белка. Истинная природа такого ретротранслокона всё ещё остаётся загадочной.
Изначально существовало убеждение, что за ретроградный транспорт ответственен белок Sec61. Такая гипотеза предполагала, что транспорт через Sec61 может быть двунаправленным. Тем не менее, исследование структуры Sec61 не подтвердило такую гипотезу, и на эту роль были предложены несколько разных белков.

## Внешние ссылки
- UMich Orientation of Proteins in Membranes protein/pdbid-1rh5